# Patrick Hughes (artiste)
 (mai 2020).
Patrick Hughes (né à Birmingham le 20 octobre 1939) est un artiste britannique basé à Londres. Il est l'inventeur de la « Reverse perspective (en) », une technique de représentation tridimensionnelle qui crée une illusion d'optique.

## Biographie
Patrick Hughes est né à Birmingham, a suivi ses études à Hull puis au James Graham Day College de Leeds en 1959. Il a, par la suite, enseigné au  Leeds College of Art, avant de devenir un artiste indépendant. Il vit au-dessus de son studio près de Old Street à Londres, en compagnie de son épouse, l'historienne Diane Atkinson.

## Activité artistique
Le travail de Hughes autour de la 3D a débuté dans les années 1970, tout d'abord autour de la représentation d'arcs en ciel.
Son premier travail de « Reverse perspective » date de 1964, mais c'est dans les années 90 qu'il s'investit pleinement dans cette thématique. 

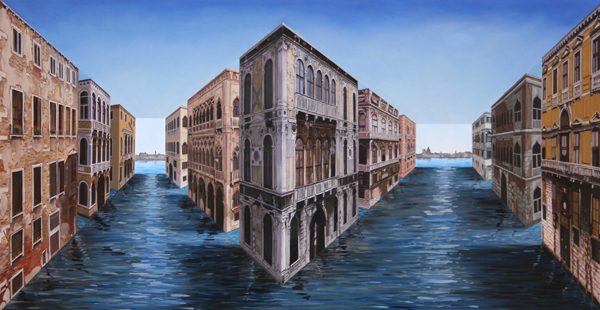
Patrick Hughes. Vanishing Venice.

Cette œuvre tri-dimensionnelle est constituée de deux pyramides dont le sommet sort du cadre vers l'observateur. L'effet est obtenu en donnant l'illusion de la proximité pour les parties les plus éloignées de l'observateur, et vice-versa.
Ses créations ont été montrées à Londres, New York, Santa Monica, Seoul, Chicago, Munich et Toronto.

## Publications
- Paradoxymoron: Foolish Wisdom in Words and Pictures, 2011.
- Vicious Circles and Infinity: A Panoply of Paradoxes (avec George Brecht).
- Upon the Pun: Dual Meaning in Words and Pictures, (avec Paul Hammond)
- More on Oxymoron, Jonathan Cape  Ltd, 1984.